# Butterflies and Elvis
Butterflies and Elvis este albumul de debut al cântăreței islandeze de origine daneză Yohanna. Discul a fost lansat în primăvara anului 2008 în Islanda, unde a primit recenzii pozitive din partea presei locale.

## Conținut
- Ediție Standard:

1. „Beautiful Silence”
2. „Say Goodbye”
3. „Indian Ropetrick”
4. „Butterflies and Elvis”
5. „Funny Thing Is”
6. „Worryfish”
7. „Lose Myself”
8. „Spaceman”
9. „I Miss You”
10. „Rainbow Girl”
11. „The River Is Dry”
12. „Walking On Water”
13. „White Bicycle”

- Piese bonus

1. „Is It True?”
2. „Is It True?” (versiunea în spaniolă)
3. „Is It True?” (versiunea în franceză)
4. „Is It True?” (versiunea în germană)
5. „Is It True?” (versiunea în rusă)